# Norm (psychodiagnostiek)
In de psychodiagnostiek is de norm van een test de wetenschappelijk verantwoorde vergelijkingsgroep waarmee de individuele score wordt vergeleken en daardoor een waarde toegemeten krijgt. 
Een (ruwe) uitslag op een psychologische test wordt doorgaans weergegeven in een (afgeleide) percentielscore. Deze omzetting van ruwe uitslag naar afgeleide uitslag, ook ijking genoemd, wordt berekend door de uitslag van de proefpersoon te vergelijken met de uitslagen van zijn normgroep. Doorgaans is dit de leeftijdscategorie (soms afzonderlijk man/vrouw) van zijn taalgebied. Maar het kan ook een andere groep zijn, bijvoorbeeld: de leerlingen uit het tweede leerjaar basisonderwijs. Soms is het ook interessant de uitslag van een proefpersoon te vergelijken met een normgroep waartoe hij (nog) niet behoort, om te schatten of hij/zij zich daar zou thuis voelen. Bijvoorbeeld de uitslag op een interesse-test van een 2e jaars middelbaar onderwijs situeren in de interesse-profielen van de leerlingen uit de verschillende vervolgopleidingen. 
Elke goede psychologische test moet volgens wetenschappelijke criteria worden genormeerd. Om de norm te bepalen moet de test op een voldoende grote en vooral aselecte steekproef proefpersonen toegepast worden. Dit gebeurt in het normeringsonderzoek dat aan de eigenlijke test-publicatie moet voorafgaan. Dit normeringsonderzoek vraagt ook voorafgaande afspraken over standaardisering van de test (elke proefpersoon in de normgroep moet de test afleggen in dezelfde omstandigheden, die ook bij de definitieve testafname zullen worden gehanteerd), en is dus zeer arbeidsintensief. In de handleiding van een goede test wordt dan ook uitgebreid het normeringsonderzoek beschreven. 
Onder meer vanwege het flynneffect, moet een normering ook recent zijn, reden waarom degelijke testen vaak worden "gehernormeerd".
Bij populaire (tijdschrift-) "psychologische testen", "vragenlijsten" of bij testen die men van het het internet kan downloaden ("test zelf uw IQ"), ontbreekt vaak deze wetenschappelijke informatie.